# 1968年グルノーブルオリンピックのアメリカ合衆国選手団
1968年グルノーブルオリンピックのアメリカ合衆国選手団（1968ねんグルノーブルオリンピックのアメリカがっしゅうこくせんしゅだん）は、1968年2月6日から2月18日まで、フランスのグルノーブルで開催された冬季オリンピックのアメリカ合衆国選手団、およびその競技結果。

## 概要
今大会は金メダル1個、銀メダル5個、銅メダル1個の合計5個のメダルを獲得、前回大会に続きメダル数を減らす結果となった。
スピードスケートの女子500mでは、ジェニファー・フィッシュとダイアン・ホルムとメアリ・マイヤーズのアメリカ勢3人が同タイムの46秒3となり、3人が銀メダルを獲得する珍事となった。

## メダル
| メダル | 選手名                     | 競技               | 種目         |
| ------ | -------------------------- | ------------------ | ------------ |
| 金     | ペギー・フレミング         | フィギュアスケート | 女子シングル |
| 銀     | ティモシー・ウッド         | フィギュアスケート | 男子シングル |
| 銀     | リチャード・マクダーモット | スピードスケート   | 男子500m     |
| 銀     | ジェニファー・フィッシュ   | スピードスケート   | 女子500m     |
| 銀     | ダイアン・ホルム           | スピードスケート   | 女子500m     |
| 銀     | メアリ・マイヤーズ         | スピードスケート   | 女子500m     |
| 銅     | ダイアン・ホルム           | スピードスケート   | 女子1000m    |